# Constitución de la República de Tuvá
La Constitución (Ley Fundamental) de la República de Tuvá, conocida en tuvano como Тыва Республиканың (Үндезин хоойлузу) Конституциязы, es la norma principal que rige la República de Tuvá, que forma parte de la Federación Rusa.
Fue adoptada el 6 de mayo de 2001 y ha sido modificada en varias ocasiones: el 24 de junio de 2003, el 28 de diciembre de 2005 y el 11 de abril de 2010.
Esta es la actual octava Constitución de la República de Tuvá. La primera fue adoptada el 15 de agosto de 1921 en el Khural Constituyente de Tuvá, marcando la proclamación de la República Popular de Tuvá.

## Estructura
Consta de:
- Preámbulo: 
  - “Nosotros, el pueblo multinacional de la República de Tuvá, expresando nuestros intereses y voluntad, basándonos en las tradiciones históricas y los principios morales de nuestros antepasados, quienes nos transmitieron la creencia en el bien y la justicia.
  - Reconociendo la singularidad de la República de Tuvá y su estatus legal, y afirmando los derechos humanos y las libertades como el valor más alto, nos adherimos a los principios generalmente aceptados del desarrollo de una sociedad democrática.
  - Conscientes de nuestra responsabilidad ante las generaciones actuales y futuras por el desarrollo político, socioeconómico y cultural de la República de Tuvá, esforzándonos por garantizar el bienestar y la prosperidad de los pueblos de la República de Tuvá, y guiados por las disposiciones de la Constitución de la Federación de Rusia, adoptamos esta Constitución y la proclamamos Ley Fundamental de la República de Tuvá."

- Esta Constitución consta de:
  - 2 secciones
  - 17 capítulos
  - 143 artículos.

## Antecedentes históricos
El 10 de noviembre de 1978, se aprobó la constitución de la República Socialista Soviética Autónoma de Tuvá, después de la adopción de la nueva constitución de la RSFSR.
La actual constitución de la República fue aprobada en un referéndum popular en 2001, con el fin de sustituir la constitución de la República de Tyva del 21 de octubre de 1993, que presentaba discrepancias con la legislación federal.
La constitución de la República ha sido enmendada en dos ocasiones. La última modificación se centró en el procedimiento de elección del Jefe de la República, quien ahora es elegido directamente por los ciudadanos a través de elecciones populares.
El 11 de abril de 2010 se llevó a cabo un referéndum para realizar cambios en la constitución de la región, con una participación de aproximadamente el 70%. Como resultado del referéndum, se estableció el cargo de presidente y se creó un parlamento unicameral.